# Tidan
Tidan – miejscowość (tätort) w Szwecji, w regionie administracyjnym (län) Västra Götaland, w gminie Skövde.
Według danych Szwedzkiego Urzędu Statystycznego liczba ludności wyniosła: 989 (31 grudnia 2015), 1005 (31 grudnia 2018) i 998 (31 grudnia 2019).